# Вакарчук, Вадим
Вадим Вакарчук (рум. Vadim Vacarciuc; род. 1 октября 1972, с. Рауцел, Фалештский район, Молдавская ССР, СССР) — молдавский тяжелоатлет и политик, депутат Парламента Республики Молдова VIII созыва.
Выиграл чемпионат мира 1997 года в весовой категории до 91 килограмма, но был лишён звания из-за использования запрещённых допинговых препаратов.

## Биография
По образованию педагог. Окончил Бельцкий государственный университет им. Алеку Руссо. Тренировался и добивался первых результатов в Бельцах. Живёт в Кишинёве. Жена Лилия. Сын Богдан и дочь София

### Спортивная деятельность
Мастер спорта международного класса. Чемпион Европы среди юниоров, бронзовый призёр чемпионата Европы и чемпионата мира среди сениоров. Пятое место на Олимпийских играх в Атланте (1996) и в Сиднее (2000).
В 1997 в Таиланде, на 68-м чемпионате мира по тяжёлой атлетике завоевал золотую медаль в весовой категории 91 кг, набрав в сумме двоеборья 387,5 кг; впоследствии лишён звания чемпиона мира за применение допинга. По итогам 1997 года был признан лучшим спортсменом Молдовы. Золотая медаль на чемпионате Европы в Турции (2002).
Чемпион мира в отдельном упражнении — толчок (2003 год, Канада). Награждён орденом «Глория Мунчий» (трудовой славы).
С 1997-го по 2002 год 5 раз подряд лучший спортсмен Молдовы.

#### Участие в Олимпийских играх
- XXVI летние Олимпийские игры (1996) весовая категория до 83 кг — 5 место из 20 участников.
- XXVII летние Олимпийские игры (2000) весовая категория до 94 кг — 5 место из 19 участников.
- XXVIII летние Олимпийские игры (2004) весовая категория до 94 кг — не финишировал. Общее количество — 25 участников.
- XXVIIII летние Олимпийские игры (2008) весовая категория до 94 кг — 12 место из 18 участников.

### Политическая деятельность
В 2009 году Вадим Вакарчук включён в список Либеральной партии на парламентских выборах. Тогда он сказал, что будет законным представителем в мире спорта.
На выборах в апреле 2009 года и в июле 2009 года законодательные Вадим Вакарчук был единственным спортсменом в парламенте Республики Молдова.
10 апреля 2011 года Вадим Вакарчук баллотироваться на местных выборах на должность мэра Бельц. Вадим Вакарчук выборах получил 7,38 % голосов, поставив его на третье место после к Василия Панчук и Владимир Тончук.
Он являясь первым в списке Либеральной партии на пост депутата парламента.